# ハシリチメドリ属
ハシリチメドリ属 (ハシリチメドリぞく、Orthonychidae) は、鳥類スズメ目ハシリチメドリ科 Orthonychidae の唯一の属である。

## 分類と系統
ハシリチメドリ科はハシリチメドリ属のみを含む単型である。ズアオチメドリ属 Ifrita を含める説もあったが、ズアオチメドリ属はカササギヒタキ科に近縁なようである。
ハシリチメドリ科は、スズメ亜目の初期に分岐した位置のはっきりしない科の1つである。カラス上科に含められることもあった。
Sibley分類ではカラス上科に含められた。

## 種
3種が属す。
- Orrthonyx novaeguineae, Papuan Logrunner
- Orthonyx temminckii, LAustralian Logrunner, ハシリチメドリ
- Orthonyx spaldingii, Chowchilla, メジロハシリチメドリ